# 伍德布里奇
伍德布里奇（英語：Woodbridge），又譯木橋鎮，是英國英格蘭東盎格利亞薩福克郡的一個城鎮，位於葉士域治東北7英里（11公里）和倫敦東北約74英里（119公里）處。2011年人口為7749人。當地有一家業餘足球俱樂部。